# Hadena bulgarica
Hadena bulgarica är en fjärilsart som beskrevs av Charles Boursin 1959. Hadena bulgarica ingår i släktet Hadena och familjen nattflyn. Inga underarter finns listade i Catalogue of Life.